# Венцл (пушка)
Венцл модел 1862 (енгл. Wänzl rifle), аустријска спорометна пушка острагуша из 19. века.

## Историја
Након што су се у аустријско-пруском рату 1866. пруске острагуше Драјзе показале далеко надмоћнијим од аустријскик спредњача, капислара Лоренц (брзина паљбе острагуша износила је 7 метака у минуту, према 2-3 код спредњача), све европске армије и војска САД потражиле су решења за брзо и јефтино преправљање постојећих пушака капислара (којих је било на стотине хиљада) у острагуше додавањем затварача и сједињеног метка.
У Хабзбуршкој монархији, постојеће војничке пушке спредњаче типа Лоренц преправљене су у острагуше Венцл модел 1862, одрезивањем задњег краја цеви, дужине око 7 цм, како би се отворила барутна комора, и додавањем сандука и затварача у виду поклопца, који се на шаркама отварао нагоре и напред. Пушке су пуњене сједињеним метком у металној чахури са централним паљењем, а опаљивање се вршило спољашњим орозом (као код каписларе), који је активирао ударну иглу, која је штрчала под оштрим углом са десне стране затварача.